# Кросент (Арканзас)
Кросент (енгл. Crossett) град је у америчкој савезној држави Арканзас.

## Демографија
По попису из 2010. године број становника је 5.507, што је 590 (-9,7%) становника мање него 2000. године.
| Група             | 2000.         | 2010.         |
| Белци             | 3.603 (59,1%) | 2.986 (54,2%) |
| Афроамериканци    | 2.379 (39,0%) | 2.326 (42,2%) |
| Азијати           | 28 (0,5%)     | 26 (0,5%)     |
| Хиспаноамериканци | 67 (1,1%)     | 122 (2,2%)    |
| Укупно            | 6.097         | 5.507         |